# Ultimate Play the Game
Ultimate Play the Game era il marchio commerciale della Ashby Computers & Graphics (ACG), un'azienda di sviluppo e pubblicazione di videogiochi fondata in Inghilterra nel 1982 dai fratelli Tim e Chris Stamper. Ultimate era specializzata nella realizzazione di titoli per home computer a 8 bit come ZX Spectrum, Commodore 64 e BBC Micro.
Dopo aver prodotto le serie di successo Jetman, Sabreman e Sir Arthur Pendragon, nel 1985 il marchio fu ceduto alla U.S. Gold, che lo utilizzò fino al 1988, mentre gli Stamper fondarono la Rare.

## Storia
Chris Stamper, allora studente all'Università di Loughborough, iniziò assemblando da solo un microprocessore COSMAC 1802 per un sistema di gestione di semafori. Da qui decise di abbandonare l'università e dedicarsi alla programmazione. Per mantenersi divenne revisore di schede arcade per il distributore statunitense Coin-It Inc, ma nel frattempo studiava a fondo lo ZX Spectrum con l'intento di creare videogiochi.
Insieme al fratello minore Tim, alla futura moglie Carol Ward e al compagno di studi John Latchbury fondò la Ashby Computers & Graphics Ltd, con sede a Ashby-de-la-Zouch. Nel maggio 1983 l'azienda pubblicò Jetpac, il primo titolo accreditato agli Stamper come sviluppatori. All'epoca era ancora comune realizzare software per Spectrum in BASIC, ma gli Stamper utilizzarono il linguaggio macchina, più difficile e molto più efficiente. Già in fase di sviluppo si decise di utilizzare il marchio Ultimate Play the Game. Jetpac fu un successo da 300 000 copie.
In rapida successione uscirono altri quattro titoli, tutti per ZX Spectrum 16k, ovvero il modello con memoria minima, che questi giochi spingevano al limite delle sue potenzialità. Alla fine del 1983 uscì Lunar Jetman, primo titolo degli Stamper per il più potente Spectrum 48k e seguito ideale di Jetpac. Anche questo fu un piccolo best seller.
Il 1983 si concluse con Atic Atac, un altro successo e un altro gioco molto avanzato per i suoi tempi e per il suo hardware. Lo Spectrum rimaneva la piattaforma di riferimento degli Stamper, mentre le conversioni venivano affidate ad altre squadre.
Nel frattempo in Giappone uscì la console Famicom e Chris Stamper riuscì presto, grazie all'importazione parallela, a ottenerne e analizzarne un esemplare.
Questo non rallentò la produzione per computer, e Ultimate pubblicò diversi altri grandi giochi per Spectrum, iniziando con Sabre Wulf (1984). Di rilievo è anche il fatto che venne venduto a 10£ anziché alle solite 5,50£, avviando un nuovo standard per i giochi di fascia alta. Sabre Wulf non era concettualmente innovativo, ma si distinse per qualità. Il seguito ideale del gioco, Knight Lore, migliorò ulteriormente e introdusse il motore grafico isometrico Filmation Engine.
Nel 1985 l'etichetta Ultimate Play the Game venne venduta alla U.S. Gold e scomparve entro pochi anni, senza replicare i grandi successi del passato. I fratelli Stamper per un po' uscirono apparentemente dalla scena videoludica, ma si stavano dedicando al Famicom, arrivato nel frattempo in Occidente come Nintendo Entertainment System.
La Ashby Computers & Graphics rimase controllata dagli Stamper e fondò l'etichetta Rare. Nel 1988 gli Stamper ricomprarono i diritti sul marchio Ultimate, e prevedevano anche di tornare alle pubblicazioni per ZX Spectrum. Ciò non avvenne, ma la Rare pubblicò seguiti dei giochi Ultimate per altre piattaforme: Solar Jetman e Sabre Wulf.

## Videogiochi
- Alien 8 (ZX Spectrum, Amstrad, BBC, MSX)
- Atic Atac (1983) (ZX Spectrum, BBC)
- Blackwyche (C64)
- Bubbler (ZX Spectrum, Amstrad)
- The Collected Works (ZX Spectrum) - raccolta
- Cookie (1983) (ZX Spectrum 16K)
- Cosmic Battlezones (BBC) - raccolta
- Cyberun (ZX Spectrum, Amstrad, MSX)
- Dingo (arcade)
- Dragon Skulle (C64)
- Entombed (C64)
- Gunfright (ZX Spectrum, Amstrad, MSX)
- Imhotep (C64)
- Jetpac (1983) (ZX Spectrum 16K, BBC, VIC 20)
- Knight Lore (1984) (Amstrad CPC, ZX Spectrum, BBC, MSX)
- Lunar Jetman (1983) (ZX Spectrum, BBC)
- Martianoids (ZX Spectrum, Amstrad)
- Mire Mare, non pubblicato
- Nightshade (ZX Spectrum, C64, Amstrad, BBC, MSX)
- Outlaws (C64)
- Pentagram (ZX Spectrum, MSX)
- Pssst (1983) (ZX Spectrum 16K)
- Sabre Wulf (1984) (ZX Spectrum, C64, Amstrad, BBC)
- The Staff of Karnath (C64)
- Tranz Am (1983) (ZX Spectrum 16K)
- Underwurlde (ZX Spectrum, C64)